# Exochus frater
Exochus frater là một loài tò vò trong họ Ichneumonidae.